# Tsargrad
Tsargrad est le nom prophétique qui était donné par les anciens Slaves à Constantinople (aujourd'hui Istanbul) et que, selon les panslavistes, devrait porter cette ville une fois que les Russes en auraient pris possession et en auraient fait la capitale. Non pas celle de l'Empire russe, mais celle d'une grande fédération slave à créer.
Fiodor Dostoïevski était un des principaux hérauts des espérances panslavistes, notamment sur la ville de Constantinople, et il y consacra plusieurs pages de son Journal d'un écrivain. Le sous titre de l'article du mois de mars 1877 de ce Journal s'intitule : Encore une fois, Constantinople doit être à nous tôt ou tard.
« Oui,  la Corne d'Or et Constantinople - tout cela sera nôtre... Et d'abord cela se fera par la force des choses, parce que le temps est venu... Si cela ne s'est pas produit plus tôt, c'est que les temps n'étaient pas encore mûrs. »
,.

## Panslavisme
Le manifeste de Nikolaï Danilevski La Doctrine panslaviste, manipulateur et simpliste, eut sur cette question de la possession de Constantinople une influence notable sur les grands esprits de l'époque en Russie .
Nikolaï Danilevski pose la base d'une nouvelle Idée russe , et propose une triple orientation : la récusation de la partition du monde en Orient et Occident, la justification de l'impérialisme russe et la création d'une grande fédération slave avec Constantinople rebaptisée Tsargrad comme capitale. (Le chapitre XIV de son ouvrage
La Doctrine panslaviste est intitulé Tsargrad) . 
La race slave constitue, selon Danilevski, un type de civilisation indépendant qui doit atteindre son épanouissement au moment même où la civilisation germano-romaine entre en décadence. Si ses théories sont arbitraires elles n'en confortèrent pas moins ses lecteurs russes de l'époque, à la fin du XIXe siècle, dans le refus de la prédominance du regard européen sur le monde.      
L'avenir de la Russie se joue pour ce philosophe en Turquie et non en Asie centrale où l'Empire russe venait de créer le Turkestan russe. Tout découlait pour lui de la Question d'Orient qu'il voit non pas comme une lutte entre chrétiens et musulmans, mais comme une lutte de la culture germano-latine contre la civilisation slave héritière de Byzance. Après avoir diagnostiqué la maladie de l'européanisme dont souffrait la Russie, Danilevski pose comme remède unique à la question d'Orient une guerre mondiale opposant les Slaves aux Européens.
Les avantages de la prise de Constantinople par les Russes étaient évidents et nombreux : les frontières méridionales se voyaient renforcées et les dépenses liées à leur défense diminuées ; la domination dans la mer Noire permettrait à la Russie de se créer une flotte et de devenir une puissance maritime ; à partir de Constantinople la Russie pouvait mener ses projets d'expansions en Asie centrale ; les orthodoxes de Turquie pouvaient être protégés du sultan qui avait confié la clef du Saint-Sépulcre aux catholiques.   
Dostoïevski termine ainsi son article de mars 1877 :
« Oui, Constantinople doit être à nous, non seulement parce que cette ville est un port fameux, un détroit, un centre mondial , le nombril de la terre ; non seulement parce que c'est aujourd'hui une nécessité reconnue de tous que la Russie, cette géante, sorte enfin du retrait où elle a fini, en grandissant, par toucher le plafond, et qu'elle prenne le large, et qu'elle respire l'air libre des mers et des océans. »,.

## Lutte contre l'islam

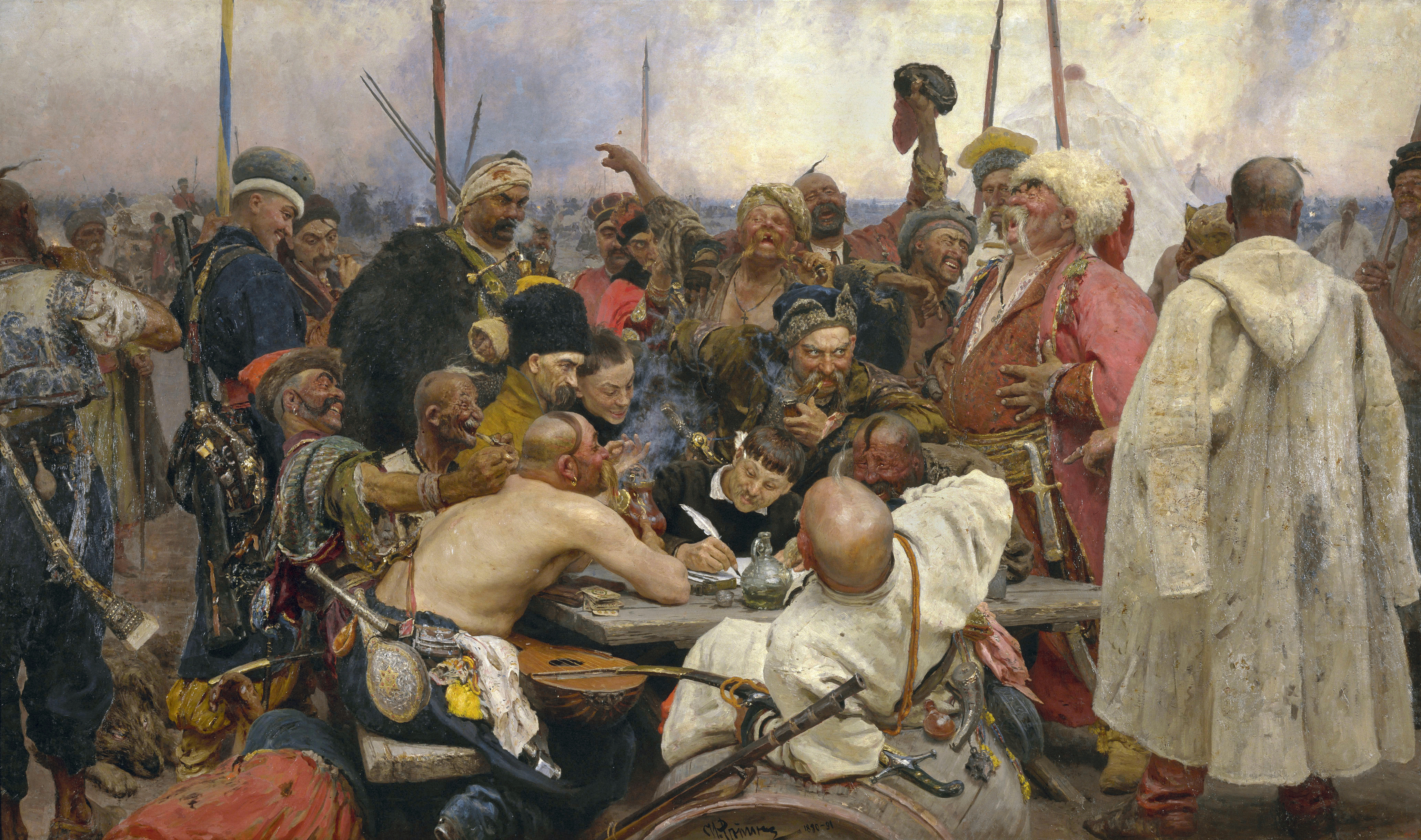
Les Cosaques zaporogues écrivant une lettre au sultan de Turquie par Ilia Répine, 1880-1891

La réalisation du rêve de la prise de Tsargrad était rendu possible du fait que la question d'Orient impliquait une réflexion politique sur l'Empire ottoman dans lequel ce dernier était présenté comme voué à la disparition. C'est l'époque de la guerre russo-turque de 1877-1878. Les conceptions négatives des relations entre chrétiens et musulmans étaient très répandues parmi les panslavistes. Danilevski, par exemple, détestait la mystique irrationnelle de l'islam. Dostoïevski colportait volontiers des récits illustrant la cruauté turque. Le Turc était devenu à l'époque un voisin faible dont on se moque : l'hilarité des Cosaques zaporogues écrivant une lettre au sultan de Turquie du peintre russe Ilia Répine laisse deviner la grossièreté des injures adressées au destinataire.  

## Fin du rêve
Le début de la Première Guerre mondiale en 1914 est l'occasion d'une restauration de l'idéal panslaviste. Sur le plan militaire, la Triple-Entente avait promis aux Russes la possession de Constantinople. Mais, en mars 1915, la bataille des Dardanelles est remportée par l'Empire ottoman qui conserve ses droits sur la ville de Constantinople et sur les Dardanelles. Le rêve russe panslaviste a donc été nourri jusqu'au début du XXe siècle. Aujourd'hui encore il imprègne les esprits imprégnés de conscience nationale dans le sens d'une dés-occidentalisation.